# Antonio López Martínez
Antonio López Martínez (Lorca, Murcia, 18 de diciembre de 1945) es un antiguo diplomático español.
Doctor en Derecho, ingresó en 1977 en la carrera diplomática. Estuvo destinado en las representaciones diplomáticas españolas en Rumanía, Marruecos y Comunidades Europeas. Fue subdirector general de Cooperación Técnica y Científica, embajador en la República del Zaire y director general del Instituto de Cooperación con el Mundo Árabe, Mediterráneo y Países en Desarrollo. Fue vocal asesor en el Gabinete del subsecretario. De marzo de 2001 a 2006 fue embajador de España en Jordania y de 2006 a 2010 en Egipto. subsecretario del Ministerio de Asuntos Exteriores desde 2010 hasta 2011 y posteriormente embajador de España en Noruega.
| Predecesor: María Jesús Figa López-Palop | Subsecretario de Asuntos Exteriores de España 2010-2011 | Sucesor: Rafael Mendívil Peydro |